# Lamelouze
Lamelouze település Franciaországban, Gard megyében. Lakosainak száma 138 fő (2022. január 1.). Lamelouze Branoux-les-Taillades, Les Salles-du-Gardon, Soustelle, Le Collet-de-Dèze és Saint-Martin-de-Boubaux községekkel határos.

## Népesség
A település népességének változása:
| Lakosok száma | 105  | 72   | 79   | 83   | 115  | 139  | 139  | 137  | 138  | 138  |
|               | 1968 | 1982 | 1990 | 2006 | 2013 | 2015 | 2017 | 2019 | 2020 | 2022 |